# 3459 Боділ
3459 Боділ (3459 Bodil) — астероїд головного поясу, відкритий 2 квітня 1986 року.
Тіссеранів параметр щодо Юпітера — 3,607.